# Konqueror
Konqueror是KDE桌面系统的一部分，主要用于文件管理、各种格式档案的查看，以及网页浏览。Konqueror主要運用于GNU/Linux和BSD家族的操作系统，在微软的Windows系统也可使用。Konqueror按照GPL进行发布。
在给Konqueror命名上，其命名者跟其它的网页浏览器玩了个文字游戏：首先是Navigator（意为航海家，网景公司的浏览器）、然后是Explorer（意为探索者），接下来就是Konqueror（Conqueror的变体，意为征服者）；首字母取K是为了遵循KDE软件都以K打头的传统。
2005年11月29日KDE開發團隊釋出Konqueror 3.5.1，並成功的排出Acid2的笑臉，雖然測試結果中出現了不該出現的「捲軸」引起爭議，但發起測試的WaSP仍宣佈為合格。使Konqueror為首個通過Acid2測試的開放原始碼GNU/Linux瀏覽器。直至Konqueror 3.5.2已修正捲軸條會出現的問題。
最初的Konqueror伴随KDE 2于2000年10月23日一并发布，并取代原本KDE用于档案管理的KFM（KDE file manager）。而在KDE 4发布的时候，则由后继者Dolphin取代。但直到目前Konqueror仍然持续在维持及开发。

## 用户界面
Konqueror的用户界面沿袭了微软Internet Explorer的风格，但配置起来更灵活；IE相对于Netscape Navigator、NCSA Mosaic，则推出时间较晚。Konqueror通过面板来进行设定和增减功能，例如，在浏览器窗口中，左边可以是一个书签面板，点击其中的一个书签，相应的网页内容就会在右边更大的面版中出现。同样的，可以在一个面板中显示分级的文件夹（目录），而被选目录的内容则可在相邻面板中显示。面板功能相当灵活，甚至都可以放终端窗口。有关面板的个性化配置，可以加以保存。
和一般的主流浏览器一样，Konqueror也具有常见的浏览功能，比如“后退”、“前进”、“历史”等；通过图形配置工具，还可以设定个性化的快捷键；地址栏的内容输入，支持本地目录、访问过的URL以及搜索条目的自动补齐。
早期的Konqueror使用單一文件介面，不支持多窗口模式，Konqueror从3.1版开始，支持单个窗口下的分页显示。

## 主要支持的協議
- FTP and SFTP/SSH瀏覽器
- SAMBA（Microsoft file-sharing）瀏覽器
- HTTP瀏覽器
- IMAP郵件客戶端
- ISO（cd image）查看器
- VNC查看器
- 其他：完整列表可以在KDE信息中心的協議部分見到。

## 网页浏览器
Konqueror已经发展成为一个自我完善的网页浏览器项目，主要采用KHTML作为其排版引擎，Konqueror遵循HTML，支持JavaScript、Java applets、CSS、SSL等相关标准。
由于Konqueror的模块化特性，Mozilla的排版引擎Gecko也可以替换Konqueror的默认引擎KHTML，这个功能被称为kmozilla，用户可以通过kdebindings包来获取。
Konqueror还整合了网络搜索功能，方法是通过引擎缩写（比如Google就是gg）加上搜索词条。用户也可以添加自己的个人化搜索，先增加一个快捷搜索，比如：
wp:表示URL http://www.wikipedia.org/w/wiki.phtml?search=\{@}&go=Go
这样就可以很方便地来搜尋维基百科的文章。

## 檔案瀏覽器

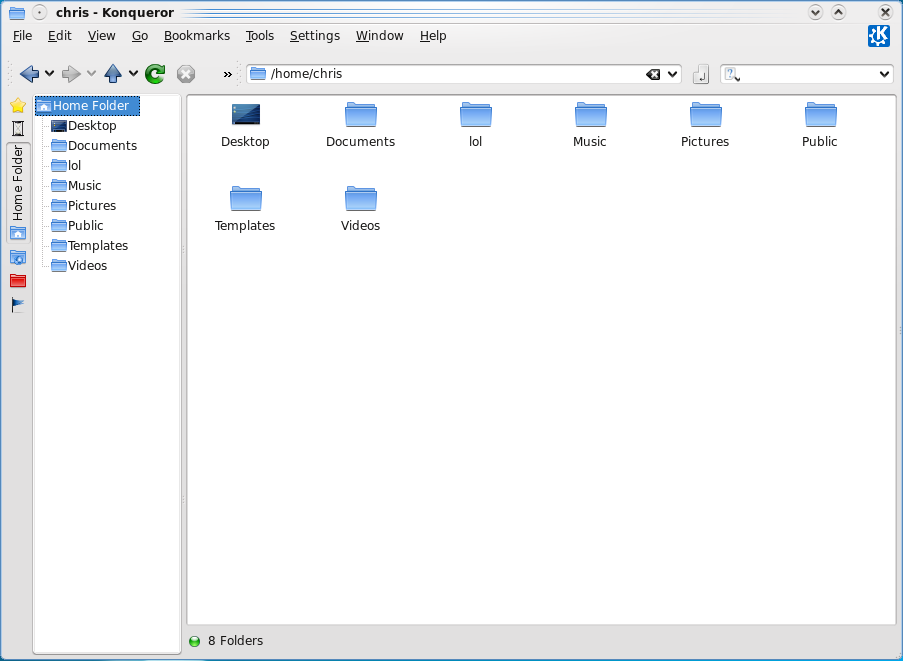
Konqueror's file manager profile

Konqueror同样也可以用于本机的目录结构，可以在地址列中输入位置，或在浏览器窗口中选取项目。而且允许不同的显示模式，每种不同的模式都有不同的图标及配置。档案能够被执行，显示，复制、移动以及删除。
Dolphin (KDE软件)随KDE4发布，替代Konqueror成为了默认文件浏览器。但用户仍然可以使用Konqueror作为文件浏览器。

## 檔案檢視器
使用KParts，Konqueror可執行各種可檢視（或編輯）特定檔案格式的元件，同時在這些檔案被開啟時將這些元件的用戶區域直接放入Konqueror工具列，這讓Konqueror可以直接瀏覽檔案如KOffice文件。任何軟體內建有KPart model可以此途徑正常嵌入。

## KIO

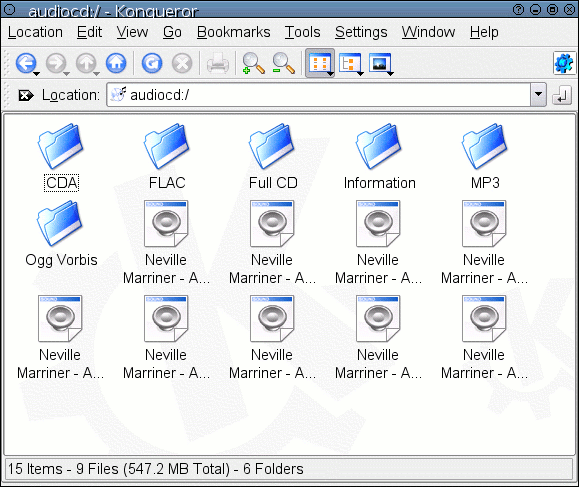
Konqueror displaying the contents of an audio CD

除了檔案瀏覽與網站瀏覽，Konqueror利用KIO外掛程式（KIO plugins）增加更進一步的功能，例如Konqueror I/O plugin system內建有存取HTTP與FTP協議功能。
同樣的，Konqueror可以使用IOslaves存取ZIP檔案與其他壓縮檔案、SMB分享（Windows）、ed2k（eDonkey／eMule）連結、瀏覽音樂光碟、（"audiocd:/"）用拖曳方式擷取音訊。FISH（"fish://user@host"）IOslave讓Konqueror可以管理遠端 （页面存档备份，存于）SSH伺服器上的檔案，而"man:"和"info:" IOslaves在讀取格式化文件時特別方便。完整清單請參見KDE Info Center中的"協議（Protocols）"圖示。（如果你的KDE版本沒有Info Center，請參見KDE Control Panel裡的Information, Protocols部分。）

## 作業系統平台
儘管Konqueror主要是為了GNU/Linux作業系統平台設計，但也可以在其他其他的類Unix系統如BSD與Solaris、以及macOS上使用。Konqueror也可以運行在Windows，他是KDE on Windows計畫的一部分。